# HC La Villa Lausanne
HC La Villa Lausanne (celým názvem: Hockey Club La Villa Lausanne) byl švýcarský klub ledního hokeje, který sídlil ve městě Lausanne v kantonu Vaud. Založen byl v roce 1905. Švýcarským mistrem se stala La Villa v sezóně 1909/10. Poslední účast v nejvyšší soutěži je datována k sezóně 1920/21.
Ve švýcarské nejvyšší soutěži působilo HCLV celkem čtyři sezóny.

## Získané trofeje
- Championnat / National League A ( 1× )
  - 1909/10

## Přehled ligové účasti
Zdroj: 
- 1908–1911: Championnat National (1. ligová úroveň ve Švýcarsku)
- 1920–1921: Championnat National (1. ligová úroveň ve Švýcarsku)